# Tristachya hubbardiana
Tristachya hubbardiana là một loài thực vật có hoa trong họ Hòa thảo. Loài này được Conert miêu tả khoa học đầu tiên năm 1957.